# جمعية كشافة ومرشدات جمهورية الكونغو
جمعية كشافة ومرشدات جمهورية الكونغو هي الجمعية الكشفية والإرشادية في جمهورية الكونغو. المنظمة مختلطة ولقد تأسست في عام 1992، وكان عدد أعضاء الجمعية آنذاك حوالي 3000 عضوا، لايوجد في جمهورية الكونغو منظمة وطنية معترف بها من قبل المنظمة العالمية للحركة الكشفية.
بدأت حركة المرشدات في أفريقيا الاستوائية الفرنسية في عام 1927، وأصبحت عضوا في الجمعية العالمية للمرشدات وفتيات الكشافة في عام 1957، وحصلت على العضوية مرة أخرى في عام 1996 بعد تم تجديد المنظمة. تضمجمعية مرشدات الكونغو حوالي 1100 عضو اعتبارا من عام 2008.